# Robert J. Sawyer
Pour les articles homonymes, voir Sawyer.
Robert James Sawyer, né le 29 avril 1960 à Ottawa en Ontario, est un écrivain de science-fiction canadien. Auteur de plus de vingt romans, il a publié de nombreuses nouvelles dans les magazines Analog Science Fiction and Fact, Amazing Stories, ou dans la revue Nature. Il est lauréat de plus de 40 prix littéraires, dont le prix Nebula du meilleur roman (1995), le grand prix de l'Imaginaire (1997), le prix Hugo du meilleur roman (2003), et le prix John-Wood-Campbell Memorial (2006). En 2013, il est récompensé pour l'ensemble de son œuvre par le prix Aurora du Lifetime Achievement (qui n'avait plus été décerné depuis trente ans).

## Biographie
Robert J. Sawyer, fils de John Arthur Sawyer (1924), d'origine écossaise et anglaise, et de Virginia Kivley Peterson Sawyer (1925), une Américaine d'origine suédoise et norvégienne, tous les deux enseignants, grandit à Toronto.
Il a deux frères, Peter Douglas Sawyer (1954) et Alan Bruce Sawyer (1961).
Fasciné par la télévision et particulièrement par l'écriture des épisodes de Star Trek, il écrit sa première histoire, Bobby Bug à l'âge de six ou sept ans et se mettant dans la peau d'un extraterrestre. En 1968, il voit au cinéma le film 2001, l'Odyssée de l'espace (qu'il déclare avoir vu plus de 25 fois sur grand écran) qui lui permet de découvrir le travail d'Arthur C. Clarke qui reste son auteur de science-fiction préféré.
En 1978, il entre à l'Université de Toronto (pour suivre des études de journalisme) qu'il quitte en 1982 avec une licence en radio et télévision.
Il reste assistant dans cette même université pendant une année supplémentaire, avant de se consacrer à l'écriture. Pendant les années 1980, il ne travaille pratiquement que sur des essais et des travaux de commande pour le gouvernement (il ne publie que quelques nouvelles dans des magazines de science-fiction tels qu’Amazing Stories). De 1984 à 1992, il coordonne une association d'écrivains canadiens fondée par Judith Merril qui deviendra par la suite la branche canadienne de la Science Fiction and Fantasy Writers of America dont il est président en 1988.
Ce n'est qu'en 1990 qu'est publié son premier roman, Golden Fleece. Deux ans plus tard, il s'établit comme écrivain de science-fiction à plein temps. 
Il vit aujourd'hui avec sa femme, Carolyn, qu'il a épousée en 1984, à Mississauga en Ontario.

## Écriture

### Style et thèmes
Le travail de Sawyer explore habituellement les liens entre science et religion, et plus généralement la victoire du rationalisme sur le mysticisme,.
Il se passionne pour la paléontologie, comme le montre la trilogie The Quintaglio Ascension, l'histoire d'un monde étranger où ont été transplantés des dinosaures terriens, ou son roman End of an Era. En outre le principal personnage de Calculating God est paléontologue ; le roman Éveil montre une scène de poursuite à l'Institut de paléontologie des vertébrés et de paléoanthropologie (IVPP) à Pékin, et The Neandertal Parallax décrit un monde terrien alternatif où les néandertaliens existent encore.
Sawyer explore parfois l'idée d'une conscience humaine copiée ou téléchargée, en particulier dans Mindscan, mais aussi dans les romans Flashforward, Golden Fleece, Expérience terminale, Identity Theft, et les nouvelles Biding Time et Shed Skin.
Son intérêt pour l'étude de la conscience se révèle en particulier dans Éveil, qui développe au-travers de la théorie de la singularité l'hypothèse de l'apparition spontanée d'une conscience dans le réseau neuronal d'Internet. La physique quantique, en particulier les ordinateurs quantiques, sont les sujets des nouvelles You See But You Do Not Observe (un pastiche de Sherlock Holmes) et Iterations, et des romans Dernière Chance pour l'humanité et Hominids.
SETI, le programme américain de recherche d’une intelligence extraterrestre, est un sujet développé dans l'intrigue de Golden Fleece, Dernière Chance pour l'humanité, Mindscan, Rollback, dans l'histoire Ineluctable et dans les nouvelles You See But You Do Not Observe et Flashes. Sawyer montre un profond intérêt pour la cosmologie dans le lointain futur de Starplex.
Les instituts de recherche scientifique ont souvent des rôles majeurs dans le travail de Sawyer, comme le TRIUMF (en), laboratoire canadien de physique des particules (End of an Era), le CERN de Genève (Flashforward), le Musée royal de l'Ontario (Calculating God), l'observatoire de neutrinos de Sudbury (Hominids), ou le radiotélescope d'Arecibo (Rollback).
Une autre spécificité des romans de Robert J. Sawyer est que le principal personnage est souvent malade : Pierre Tardivel dans Frameshift souffre de la maladie de Huntington, Thomas Jericho dans Calculating God est atteint d'un cancer du poumon, Jacob Sullivan dans Mindscan a une malformation artério-veineuse cérébrale ; l'un des personnages de Rollback souffre d'une manière évidente de cette maladie fatale qu'est son âge avancé. Mais les romans de Sawyer finissent toujours de manière optimiste voire transcendantale.
Sawyer rend compte ouvertement dans ses romans des préoccupations des canadiens, et leur action se passe au Canada, bien qu'ils soient tous publiés par des éditeurs new-yorkais. Sa vision politique est souvent décrite comme libérale, même s'il a écrit la nouvelle Ce qu'une main donne… pour l'anthologie de SF libertarienne Free Space, ainsi que The Right's Tough (La sévérité du droit) pour l'anthologie Visions of Liberty. Il détient la double nationalité canadienne et américaine, et critique parfois les deux systèmes politiques. Il met en scène des personnages américains qui visitent le Canada (tels que Karen Bessarian dans Mindscan ou Caitlin Decter dans Éveil) ou à l'inverse des canadiens qui visitent les États-Unis (Pierre Tardivel dans Frameshift, Mary Vaughan dans Humans et Hybrids), comme moyen de comparaison et de mise en opposition des valeurs des deux pays.
Le style d'écriture de Robert J. Sawyer est comparable selon l'écrivain américain de science-fiction Orson Scott Card à celui d'Isaac Asimov,. Il vise à inclure dans ses romans des références à des succès populaires comme Star Trek, L'Homme qui valait trois milliards, ou La Planète des singes.

### Métissage de science-fiction et romans policiers
L’œuvre de Robert J. Sawyer fait souvent le lien entre science-fiction et romans policiers. En 1994, il a été récompensé du prix Aurora et du prix Arthur-Ellis de la meilleure nouvelle, deux prix littéraires canadiens, pour Just Like Old Times. Illegal Alien est l'histoire du procès d'un extra-terrestre ; Hominids est l'histoire d'un Homme de Néandertal poursuivi en justice par ses pairs pour le meurtre d'un autre néandertalien ; Mindscan explore les droits du téléchargement de conscience dans une cour des successions du Michigan ; les romans Golden Fleece, Fossil Hunter, Expérience terminale, Frameshift et Flashforward sont en partie des histoires de meurtres.

## Édition et revues spécialisées
Au-delà de son travail de romancier, Robert J. Sawyer est directeur de la collection science-fiction "The Robert J. Sawyer Books" chez Red Deer Press (en). Il participe à la revue mensuelle The New York Review of Science Fiction, et intervient comme expert en science-fiction dans L'Encyclopédie canadienne. Il est également membre du jury du concours Writers of the Future (en).

## Cinéma et télévision
En mai 2009, La chaîne américaine ABC réalise Flashforward, une série télévisée de 22 épisodes diffusée du 24 septembre 2009 au 27 mai 2010. Le scénario est inspiré par le roman de Sawyer, qui participe à la série en tant que scénariste consultant de chaque épisode, et comme scénariste de l'épisode 19 C'était écrit (Course Correction).
Sawyer a écrit le traitement de la série canado-sud-africaine Charlie Jade diffusée en 2005-2006, et a participé à la rédaction d'une suite de la série Robotech en 2003. Il a écrit et commenté des documentaires sur la science-fiction pour Ideas (en), une série d'émissions radiophoniques de CBC Radio One. En 2009, il a animé les 17 émissions de la série documentaire Supernatural Investigator pour la chaîne canadienne VisionTV, diffusée à partir du 27 janvier 2009. Il a fourni une analyse de la série télévisée britannique de science-fiction Doctor Who pour le documentaire en ligne The Planet of The Doctor sur le site CBC.ca. Il intervient comme chroniqueur de films de science-fiction dans l'émission Satuday Night at the Movies sur TVOntario, et coédite avec David Gerrold une collection d'essais en l'honneur du quarantième anniversaire  de Star Trek, intitulée Boarding the Enterprise.

## Cours et conférences
Robert J. Sawyer a enseigné l'écriture de science-fiction à l'Université de Toronto, à l'Université Ryerson, au Humber College, ainsi qu'au Banff Center. En 2000, il obtient le poste d'écrivain en résidence à la bibliothèque de Richmond Hill (Ontario), puis en 2003 à la bibliothèque publique de Toronto, responsable de la Merril Collection of Speculative Fiction and Fantasy (le dernier titulaire de ce poste étant Judith Merril elle-même en 1987). En 2006 il est invité d'honneur du Odyssey Writing Workshop (en) de Goffstown dans le New Hampshire. La même année il est distingué du prix « Region of Waterloo's Choice » (Le choix de la Région de Waterloo) pour son livre Hominids, lors du concours One Book, One Community (Un livre, une communauté), évènement visant à encourager les 490 000 habitants de la ville à la pratique de la lecture.
Sawyer intervient sur le thème des nouvelles technologies comme consultant pour le Département fédéral de la justice du Canada, dans le cadre de la mise en place de futures lois sur la génétique.

## Influence et reconnaissance

### Importance culturelle au Canada
Sawyer est maintenant un ambassadeur de la science-fiction canadienne. En 1992 il crée la branche canadienne de la Science Fiction and Fantasy Writers of America (SFWA), une association d'écrivains professionnels de science-fiction qui attribue plusieurs prix annuels dont le prix Nebula. Il en intègre le comité directeur pendant trois ans, en devient le président en 1998, puis prend la fonction de premier directeur de la branche canadienne de 1992 à 1995. Il publie une lettre d'information de la SFWA canadienne appelée « Alouette » en souvenir du premier satellite artificiel canadien, qui est nommée au prix Aurora du meilleur fanzine.

### Accueil international
Au-delà de sa popularité au Canada, les œuvres de Robert J. Sawyer sont reconnues à l'étranger. Tous ses romans ont été publiés par des éditeurs new-yorkais, et font l'objet de traductions en bulgare, chinois, tchèque, français, allemand, italien, japonais, coréen, polonais, roumain, russe, serbe, et espagnol. Sawyer a reçu de nombreux prix internationaux parmi lesquels le prix Hugo du meilleur roman (attribué par les membres participants de la Worldcon), le prix Nebula du meilleur roman (sélectionné par les membres de la SFWA), ainsi que le prix John-Wood-Campbell Memorial pour le meilleur roman de science-fiction.

### Associations professionnelles
En plus de ses actions auprès de la SFWA, Robert J. Sawyer est présent dans d'autres associations d'écrivains comme Crime Writers of Canada (en), Horror Writers Association (en), et la Writers' Union of Canada (en) (dont il a été membre du comité de direction). Il est également membre de la Writers Guild of Canada (en), qui représente les écrivains canadiens.

## Principales récompenses
- 1991 : prix Aurora de la meilleure œuvre en anglais pour Golden Fleece
- 1992 : Homer Award du meilleur roman pour Far-Seer
- 1993 : prix Arthur-Ellis de la meilleure nouvelle pour Just Like Old Times
- 1993 : Homer Award du meilleur roman pour Fossil Hunter
- 1995 : grand prix de l'Imaginaire pour la meilleure nouvelle étrangère, Vous voyez mais vous n'observez pas
- 1995 : prix Nebula du meilleur roman pour Expérience terminale[19]
- 1995 : prix Aurora de la meilleure œuvre en anglais pour Expérience terminale
- 1996 : prix Seiun du meilleur roman étranger pour End of an Era
- 1996 : prix Aurora de la meilleure œuvre en anglais pour Starplex
- 1997 : Science Fiction Chronicle Reader Award de la meilleure nouvelle pour Ce qu'une main donne…
- 1999 : prix Aurora de la meilleure œuvre en anglais pour Flashforward
- 2000 : prix Seiun du meilleur roman étranger pour Mutations
- 2002 : prix Seiun du meilleur roman étranger pour Un procès pour les étoiles
- 2003 : prix Hugo du meilleur roman pour Hominids[20]
- 2007 : Toronto Public Library Celebrates Reading Award
- 2007 : Galaxy Award (Chine) dans la catégorie Auteur étranger le plus populaire
- 2007 : prix Aurora de la meilleure nouvelle en langue anglaise pour Biding Time
- 2010 : prix Aurora pour Éveil
- 2013 : prix Aurora Lifetime Achievement pour l'ensemble de son œuvre

## Œuvres

### TrilogieQuintaglio Ascension
1. (en) Far-Seer, Ace, 1992  (ISBN 0-441-22551-9)CompuServe HOMer Award 1992
2. (en) Fossil Hunter, Ace, 1993  (ISBN 0-441-24884-5)CompuServe HOMer Award 1993
3. (en) Foreigner, Ace, 1994  (ISBN 0-441-00017-7)

### TrilogieNeanderthal Parallax
1. (en) Hominids, Tor, 2002  (ISBN 0-312-87692-0)Prix Hugo du meilleur roman 2003 et prix John-Wood-Campbell Memorial 2002
2. (en) Humans, Tor, 2003  (ISBN 0-312-87691-2)
3. (en) Hybrids, Tor, 2003  (ISBN 0-312-87690-4)

### TrilogieSingularité
1. Éveil, Robert Laffont, 2010 ((en) Wake, Ace, 2009), trad. Patrick Dusoulier  (ISBN 2-2211-1476-0)Prix Aurora 2009
2. Veille, Robert Laffont, 2010 ((en) Watch, Ace, 2010), trad. Patrick Dusoulier  (ISBN 2-2211-1687-9)Prix Aurora 2010, Hal Clement Award 2010
3. Merveille, Robert Laffont, 2011 ((en) Wonder, Ace, 2011), trad. Patrick Dusoulier  (ISBN 2-2211-2425-1)

### Romans indépendants
- (en) Golden Fleece, Warner Questar, 1990  (ISBN 0-445-21078-8)Prix Aurora 1990
- (en) End of an Era, Ace, 1994  (ISBN 0-441-00114-9)CompuServe HOMer Award 1994 et prix Seiun du meilleur roman étranger 1996
- Expérience terminale, J'ai lu Science-fiction, 1997 ((en) The Terminal Experiment, HarperPrism, 1995), trad. Nathalie Serval  (ISBN 2-2900-4703-1)Prix Nebula du meilleur roman 1995, prix Hugo du meilleur roman 1995 et prix Aurora 1995
- Starplex, J'ai lu Science-fiction, 2002 ((en) Starplex, Ace, 1996), trad. Patricia Ranvoisé  (ISBN 2-2900-5366-X)Prix Aurora 1996, CompuServe SF&F Literature Forum's Homer Award 1994
- Mutations, J'ai lu Millénaires, 1999 ((en) Frameshift, Tor, 1997), trad. Guy Abadia  (ISBN 2-2772-6007-X)Prix Seiun 1997
- Un procès pour les étoiles, J'ai lu Millénaires, 2001 ((en) Illegal Alien, Ace, 1997), trad. Nathalie Serval  (ISBN 2-2903-1452-8)Prix Seiun 2002
- Dernière Chance pour l'humanité, J'ai lu Millénaires, 2002 ((en) Factoring Humanity, Tor, 1998), trad. Nathalie M.-C. Laverroux  (ISBN 2-2903-1876-0)UPC SF Award 1998
- Flashforward, Milady, 2010 ((en) FlashForward, Tor, 1999), trad. Thierry Arson  (ISBN 2-8112-0313-3)Prix Aurora 1999, Premio UPC de Ciencia Ficción 1999
- Calculating God, J'ai lu Science-fiction, 2005 ((en) Calculating God, Tor, 2000), trad. Bernadette Emerich  (ISBN 2-2903-2560-0)Audie Award 2000
- (en) Mindscan, Tor, 2000  (ISBN 0-765-31107-0)Audie Award 2000
- Rollback, Robert Laffont, 2009 ((en) Rollback, Tor, 2007), trad. Patrick Dusoulier  (ISBN 2-2211-1233-4)
- (en) Triggers, Ace, 2012
- (en) Red Planet Blues, Ace, 2013
- (en) Quantum Night, Ace, 2016
- (en) The Oppenheimer Alternative, 2020
- (en) The Downloaded, 2024

### Nouvelles
- (en) If I’m Here, Imagine Where They Sent my Luggage, The Village Voice, 1981Première publication de Robert J. Sawyer, concours d'écriture d'une nouvelle de 250 mots[lire en ligne]
- (en) Just Like Old Times, Daw Books, 1993Publiée dans l'anthologie Dinosaur Fantastic - Prix Aurora de la meilleure nouvelle en langue anglaise 1993, prix Arthur Ellis de la meilleure nouvelle 1993[lire en ligne]
- Vous voyez mais vous n'observez pas ((en) You See But You Do Not Observe, Daw Books, 1995), trad. Patrick MarcelPubliée dans l'anthologie Sherlock Holmes in Orbit puis dans la revue Yellow Submarine n° 119, mai 1996 - Grand prix de l'Imaginaire 1995 de la meilleure nouvelle étrangère, prix CompuServe Science Fiction and Fantasy Forum's Annual HOMer 1995 de la meilleure nouvelle[lire en ligne]
- (en) Peking Man, White Wolf, 1996Publiée dans l'anthologie Dark Destiny III - Prix Aurora de la meilleure nouvelle en langue anglaise 1996[lire en ligne]
- (en) Above It All, White Wolf, 1996Publiée dans l'anthologie Dante's Disciples - Prix CompuServe Science Fiction and Fantasy Forum's Sixth Annual HOMer 1996 de la meilleure nouvelle[lire en ligne]
- (en) Forever, Daw, 1997Publiée dans l'anthologie Return of the Dinosaurs[lire en ligne]
- Ce qu'une main donne… ((en) The Hand You're Dealt, Tor, 1997)Publiée dans l'anthologie Free Space puis dans l'anthologie Privés de futur - Science Fiction Chronicle Reader Award 1997 de la meilleure nouvelle[lire en ligne]
- (en) Gator, Baen, 1997Publiée dans l'anthologie Urban Nightmares[lire en ligne]
- (en) Stream of Consciousness, Julie E. Czerneda, 1999Publiée dans l'anthologie Packing Fraction - Prix Aurora de la meilleure nouvelle en langue anglaise 1999[lire en ligne]
- (en) Wiping Out, Martin H. Greenberg & Larry Segriff, 2000Publiée dans l'anthologie Guardsmen of Tomorrow[lire en ligne]
- (en) Star Light, Star Bright, Martin H. Greenberg & Larry Segriff, 2000Publiée dans l'anthologie Far Frontiers[lire en ligne]
- (en) The Shoulders of Giants, Daw Books, 2000Publiée dans l'anthologie Star Colonies[lire en ligne]
- (en) Iterations, Marcel Gagné and Sally Tomasevic, 2000Publiée dans l'anthologie TransVersions: An Anthology of New Fantastic Literature[lire en ligne]
- (en) Fallen Angel, Edward E. Kramer, 2000Publiée dans l'anthologie Lisa Snellings' Strange Attraction: Turns of the Midnight Carnival Wheel[lire en ligne]
- Pas de drapeau pour Pluto ((en) The Right's Tough, Mark Tier et Martin H. Greenberg, DAW Books, 2001)  (ISBN 9-782914-590242)Publiée dans l'anthologie Visions of Liberty puis dans la revue Galaxies N° 13/55, été 2011[lire en ligne]
- (en) Identity Theft, Daw Books, 2005Publiée dans l'anthologie Down These Dark Spaceways - Premio UPC de Ciencia Ficción (espagne)
- (en) The Eagle Has Landed, Daw Books, 2005Publiée dans l'anthologie I, Alien[lire en ligne]
- (en) Biding Time, Daw Books, 2006  (ISBN 075640357X)Publiée dans l'anthologie Slipstreams
- (en) The Transformed Man, John Robert Colombo & Brett Alexander Savory, 2010Publiée dans l'anthologie Tesseracts Fourteen: Strange Canadian Stories - Finaliste du prix Aurora 2011 du meilleur texte de poème ou de chanson[lire en ligne]